# Mútne
Mútne és un poble i municipi d'Eslovàquia que es troba a la regió de Žilina, al centre-nord del país.
Es troba documentat des del 1659.

## Demografia
| Godina             | 1994 | 2004   | 2014   | 2024    |
| ------------------ | ---- | ------ | ------ | ------- |
| Nombre de persones | 2562 | 2805   | 2911   | 3249    |
| Diferència         |      | +9,48% | +3,77% | +11,61% |

| Godina             | 2023 | 2024   |
| ------------------ | ---- | ------ |
| Nombre de persones | 3207 | 3249   |
| Diferència         |      | +1,30% |